# Seymour Duncan
Seymour Duncan is een producent  van gitaarelementen en effectpedalen. Seymour Duncan is opgericht in 1978 door Seymour W. Duncan en zijn toenmalige vrouw Cathy Carter Duncan in Goleta (Californië).

## Artiesten
Het eerste signatuurelement was het Seymour Duncan SH-12 "Screamin' Demon" model,  gemaakt voor George Lynch. Andere bekende gebruikers van Duncanelementen zijn "Dimebag" Darrell Abbott, met wie de SH-13 "Dimebucker" ontwikkeld is en voormalig Guns N' Roses gitarist Slash, die gebruikmaakt van Seymour Duncan's Alnico II Pro (APH-1)-elementen.
Meer bekende gebruikers van Seymour Duncan-elementen zijn onder andere: Dave Mustaine, Mark Hoppus, Alexi Laiho, Tom DeLonge, Billie Joe Armstrong, George Lynch, Synyster Gates, Kurt Cobain (Nirvana), Pete Wentz, George Benson, Wayne Static, Angus Young, Mick Thomson (Slipknot), en Yngwie Malmsteen.

## Producten
Het bedrijf produceert elementen voor zowel gitaren als basgitaren, in humbucker en single-coil versies. Voorbeelden van enkele elementen zijn de '59, Little '59, Hot Rails, Big Dipper, Invader, Jazz, JB, Alnico Pro II, Blackout, en Pearly Gates.

## Duncan Designed
Voor fabrikanten van goedkopere gitaren bestaat er de lijn elementen onder de naam Duncan Designed. Deze elementen zijn weliswaar ontworpen bij Seymour Duncan, maar zijn door de fabrikant van de gitaar zelf (meestal in Azië) geproduceerd. Hierdoor kunnen op goedkopere gitaren toch elementen van redelijke kwaliteit gemonteerd worden.